# Afghanistan aux Jeux olympiques d'été de 1936
La délégation olympique d'Afghanistan fait ses débuts sur la scène olympique à l'occasion de ces jeux.

## Engagés afghans par sport

### Athlétisme
100 mètres masculin
- Mohd Mohammad Khan
  - sixième et dernier dans la troisième série

Saut en longueur masculin
- Mohd Mohammad Khan
  - n'accède pas en finale

Lancer du poids masculin
- Abdul Rahim
  - n'accède pas en finale

Le rapport officiel annonce que l'un de ces deux athlètes étaient également membre de l'équipe de hockey sur gazon, mais on ne sait pas lequel.

### Hockey sur gazon
Tournoi masculin
L'équipe est composée de 18 joueurs, mais seuls les noms des 12 joueurs ayant participé au moins à un match sont connus.
- Jammaluddin Affendi
- Sheyd Ali Atta
- Sheyd Ali Baba
- Shazada Asif
- Seyd Ayub
- Mohammad Faruq
- Fazal Hussain
- Shazada Malook
- Shah Shazada Shuja
- Shazada Sultan
- Sardar Wahid
- Shazada Zahir
  - 0:6 contre l'Équipe d'Allemagne
  - 6:6 contre le Danemark

L'équipe n'accède pas aux phases suivantes